# Parroquia del Señor del Hospital (Salamanca)
La Parroquia del Señor del Hospital y San Bartolomé Apóstol es un edificio católico ubicado en el Jardín Constitución de la ciudad de Salamanca, Guanajuato, México. El templo es catalogado como monumento histórico por el Instituto Nacional de Antropología e Historia (INAH) para su preservación. A lado del santuario se encuentra el Templo de la Asunción.

## Historia

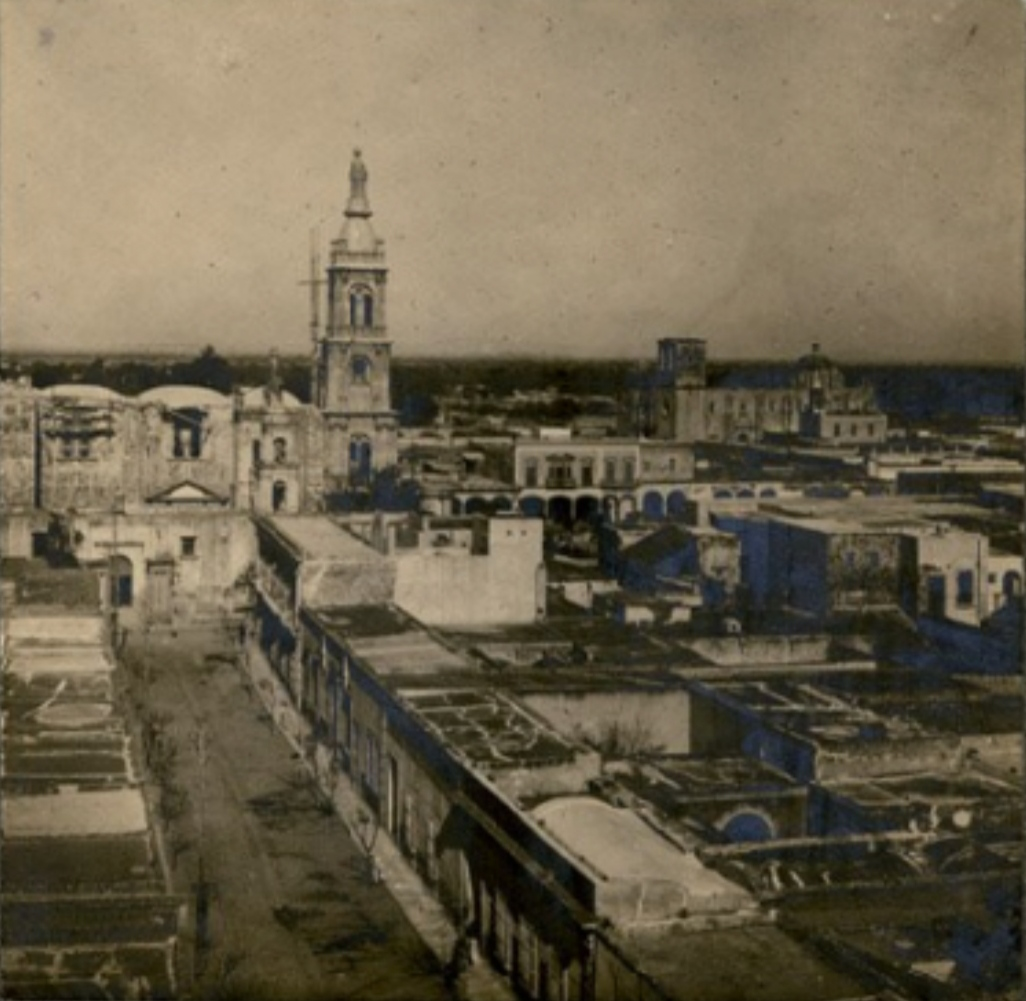
El santuario en 1909. Al fondo se puede observar a la Parroquia Antigua.

El 30 de abril de 1924 se llevó a cabo la consagración y estreno del templo nuevo del Señor del Hospital, trasladando la imagen, que había permanecido en el Templo de la Asunción desde el siglo XVI, a este nuevo templo. En marzo de 2010 la parroquia fue elevada al rango de Santuario Diocesano, en una ceremonia precedida por Christopher Pierre, nuncio apostólico en México, en una magna ceremonia llevada a cabo en la plaza principal del pueblo, con una congregación total en todo el centro histórico de la ciudad.
La construcción de la parroquia se inició muchos años antes pero quedó suspendida, se reanudó por los donativos de doña Emeteria Valencia y de doña Cayetana Gasca y los esfuerzos de los padres don Ramón Partida, don Tiburcio Hincapié y don Vicente Bustos, según el proyecto que hizo el ingeniero don Ernesto Barton; de nuevo se suspendieron por año los trabajos hasta que los reanudó, con entusiasmo y firmeza el padre don Benedicto Medrano. En los actos litúrgicos de la consagración oficiaron don Leopoldo Ruiz y Flores arzobispo de Michoacán, don Luis María Martínez obispo auxiliar del mismo, don Emeterio Valverde y Téllez obispo de León y don Francisco Banegas, obispo de Querétaro y don Leopoldo Lara obispo de Tacámbaro. Los mármoles de los altares son del taller de Ponzanelli, de México; las canteras labradas fueron trabajadas en Salamanca.
En dicho templo se venera desde 1560 la imagen de un cristo de color negro azabache, el cual se encuentra el altar mayor. La imagen sagrada es una de las originales de conquista espiritual. Es una obra de artistas purépecha y un ejemplar de los Cristos de Maíz. Según la leyenda era de color blanco y tras una persecución fue abandonado en el camino, tornándose negro para esconderse de sus enemigos y según la tradición un martes santo el cristo decidió quedarse en la entonces Villa Xidoo para siempre. La imagen se encontraba originalmente en el templo expiatorio de la Asunción que data de 1560 y se encuentra al lado del santuario. Esta capilla fue proyectada por Vasco de Quiroga.
Tradicionalmente durante la Semana Santa, en especial el Martes Santo, se realizan varias peregrinaciones y bailes autóctonos de diversas regiones de México. Estas se congregan en el templo donde miles de fieles piden favores o le agredecen al Cristo Negro por los milagros. Durante las celebraciones del Corpus Christi, gremios ofrecen cera escamada a la Eucaristía y también visitan al Cristo Negro. El Día de la Ascensión es otra ocasión donde se venera al Cristo Negro. De 1909 a 1971 en el centro de la Plaza Cívica Miguel Hidalgo había un pozo artesiano que emanaba agua caliente y era el punto de inicio de los peregrinos hacia el santuario. Los peregrinos bebían su agua, ya que creían que la cercanía del pozo al imagen del Cristo Negro significaba el agua y sus minerales contaba con propiedadades curativas y buenas para la salud.
Los cuadros murales al óleo, del interior del templo, los pintó don Candelario Rivas, pintor zacatecano que residió en Salamanca pocos años; la decoración mural y de las bóvedas es obra del padre Ives Grall, decorador y presbítero francés, que también decoró y pintó la Iglesia de las Tres Caídas, del cual fue capellán por seis años que residió en Salamanca.

## Galería

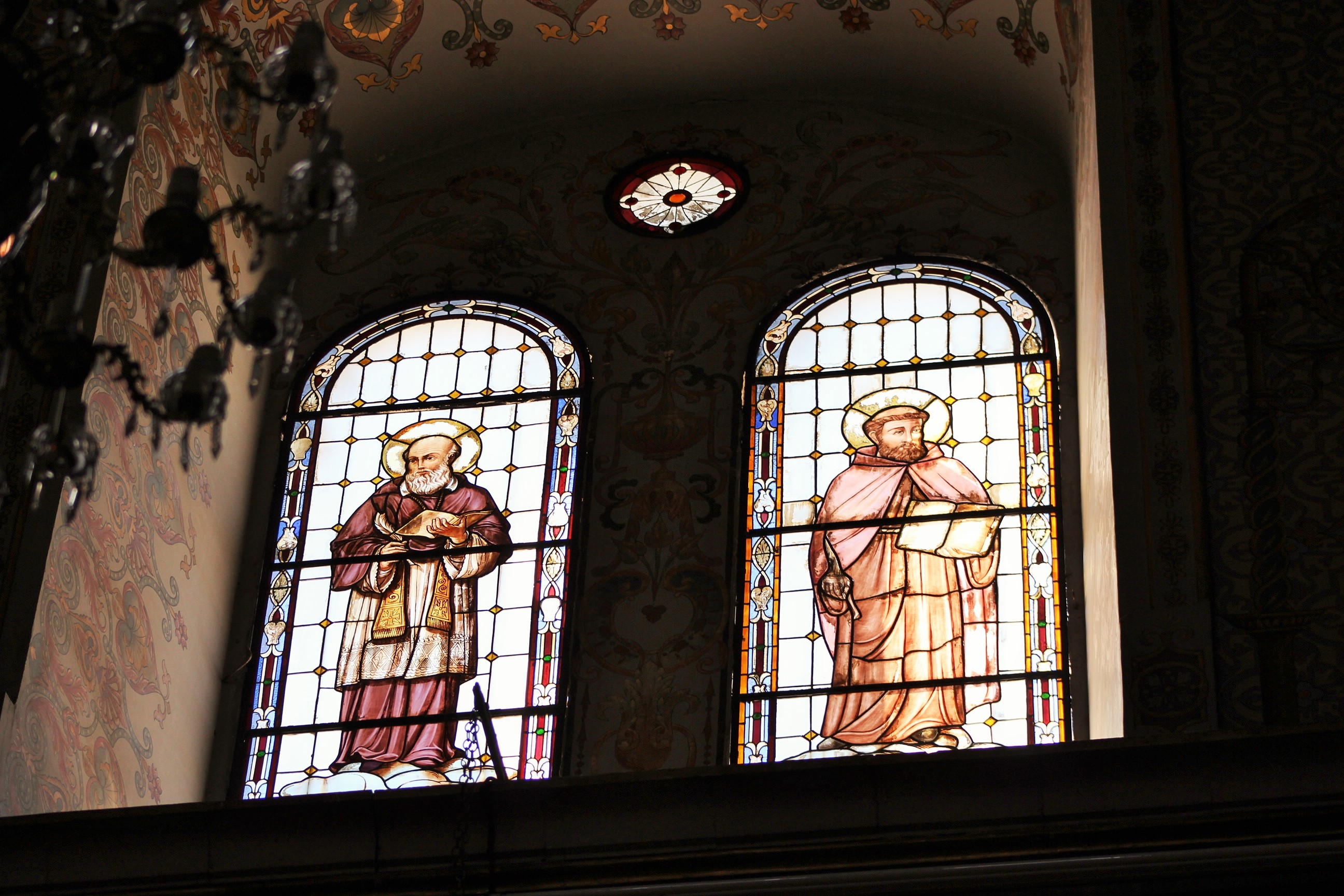
Los vitrales del santuario.
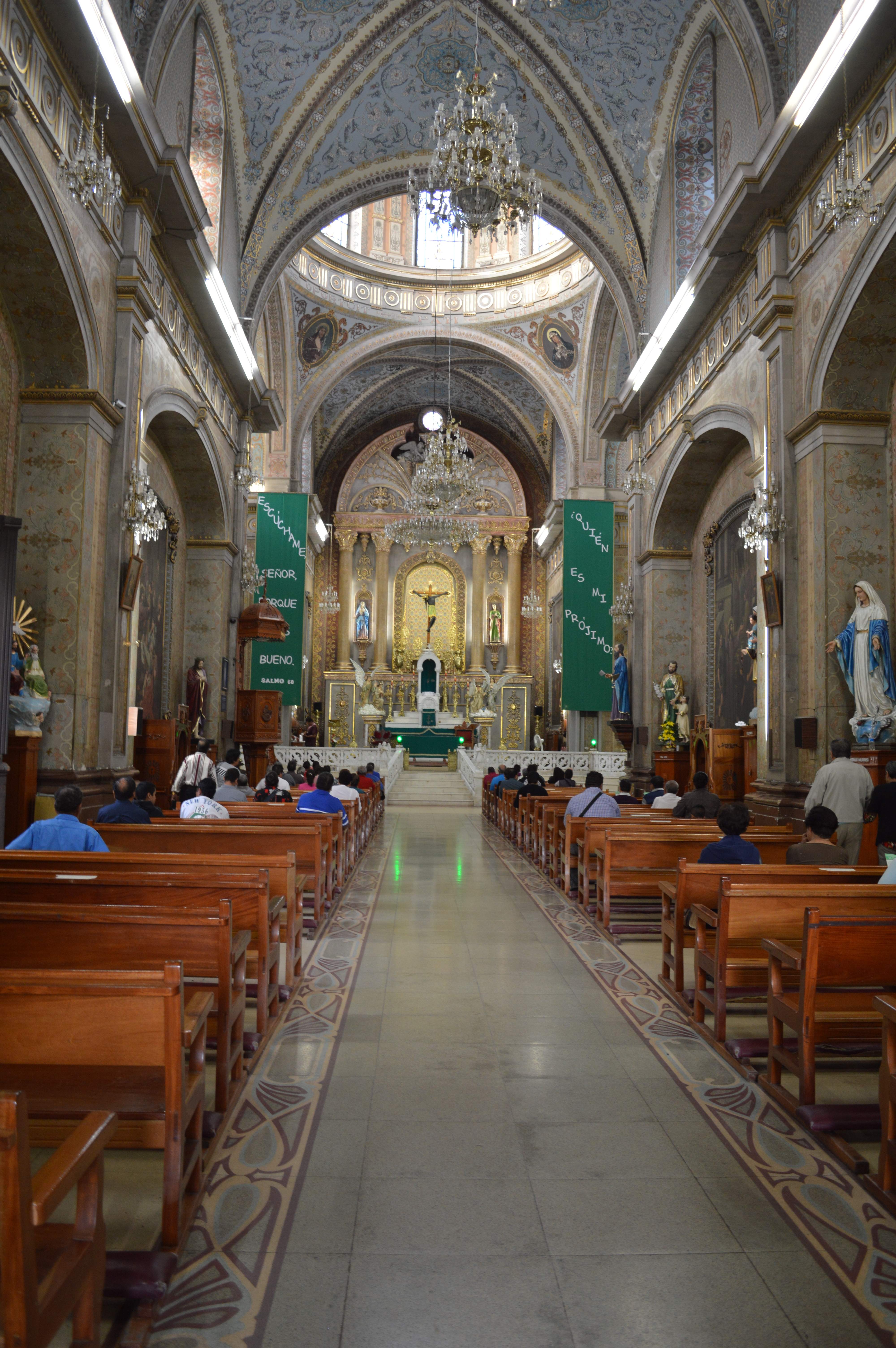
El interior del santuario.
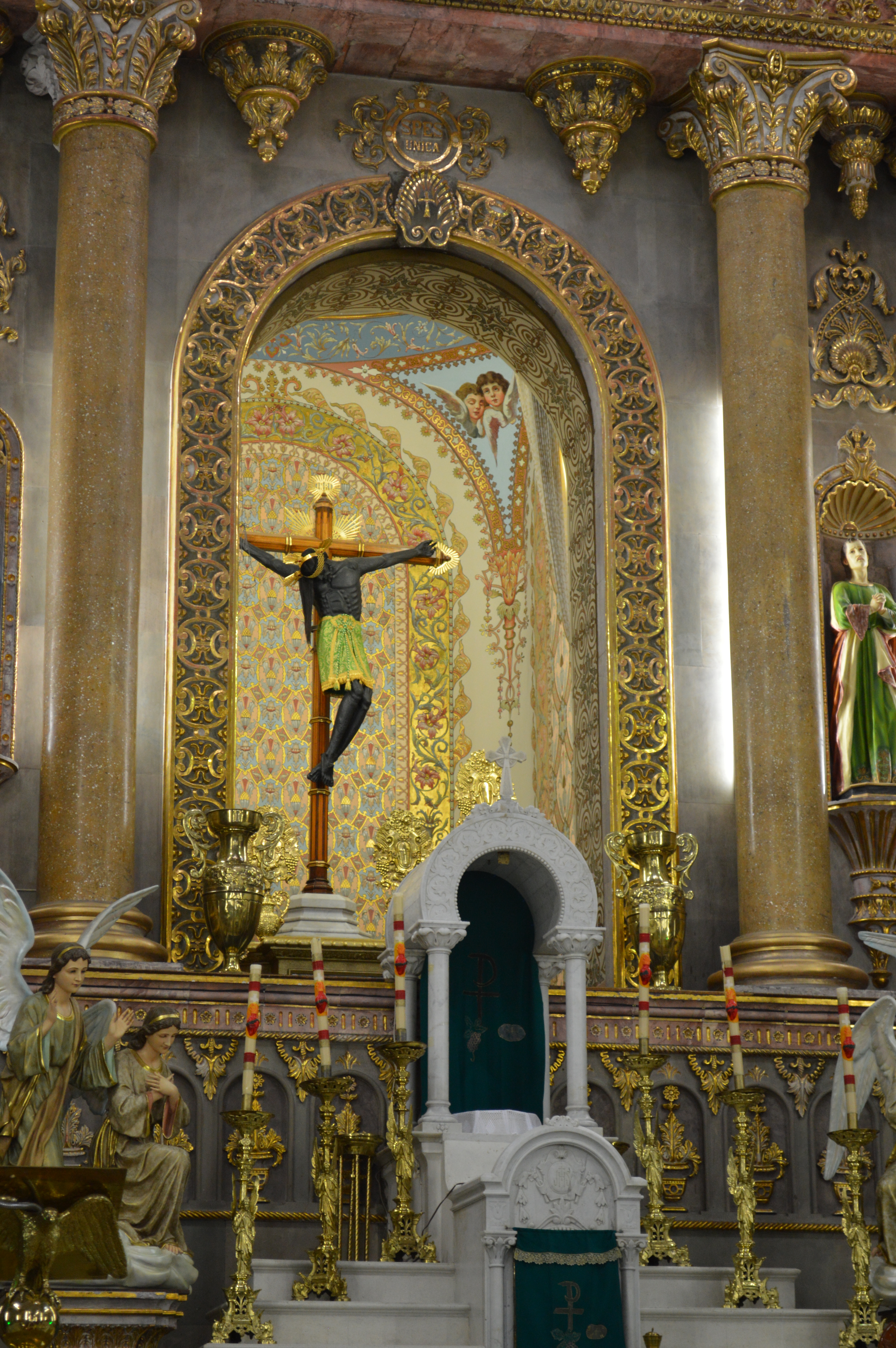
El Cristo Negro.
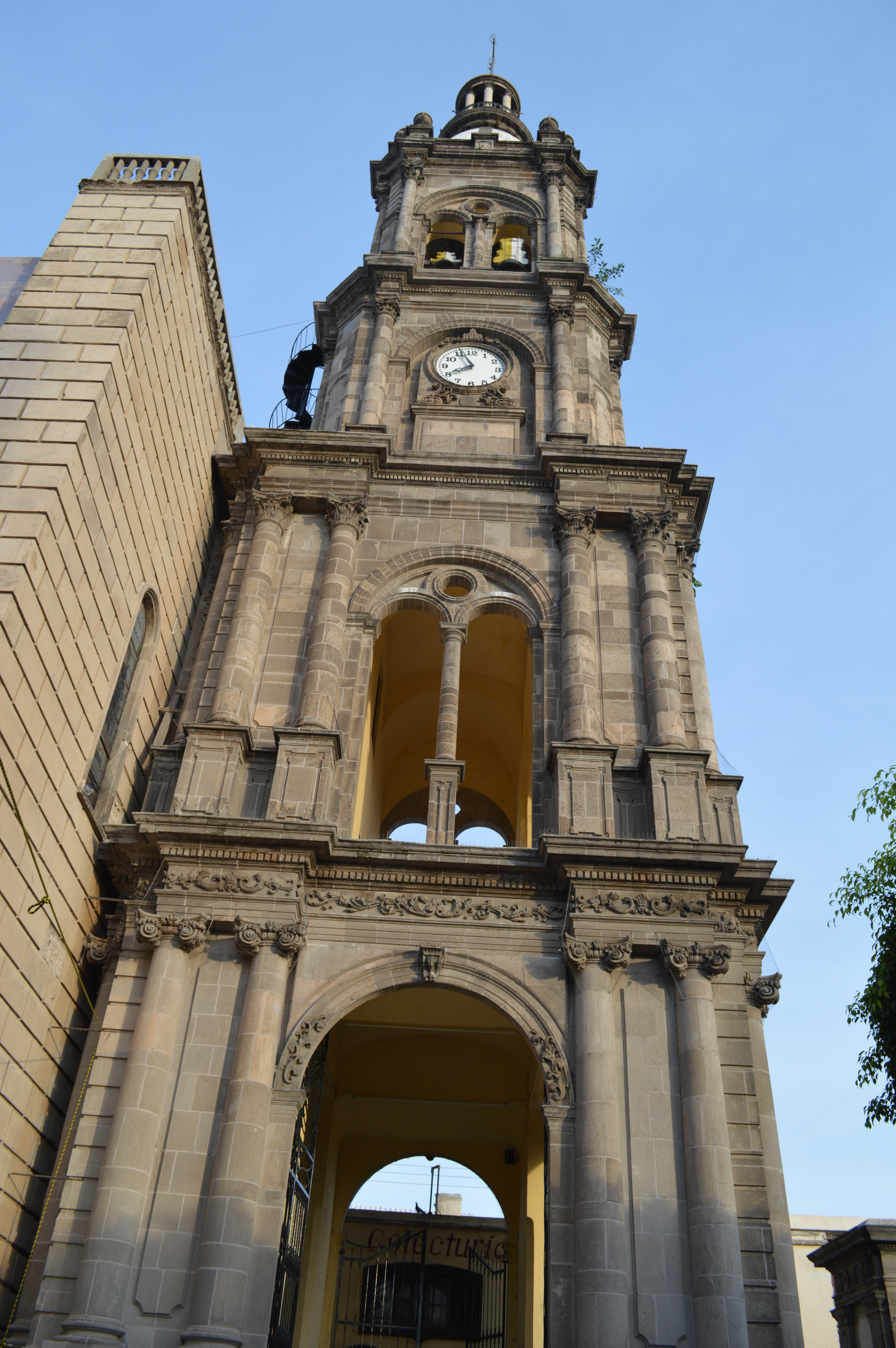
La torre del santuario.
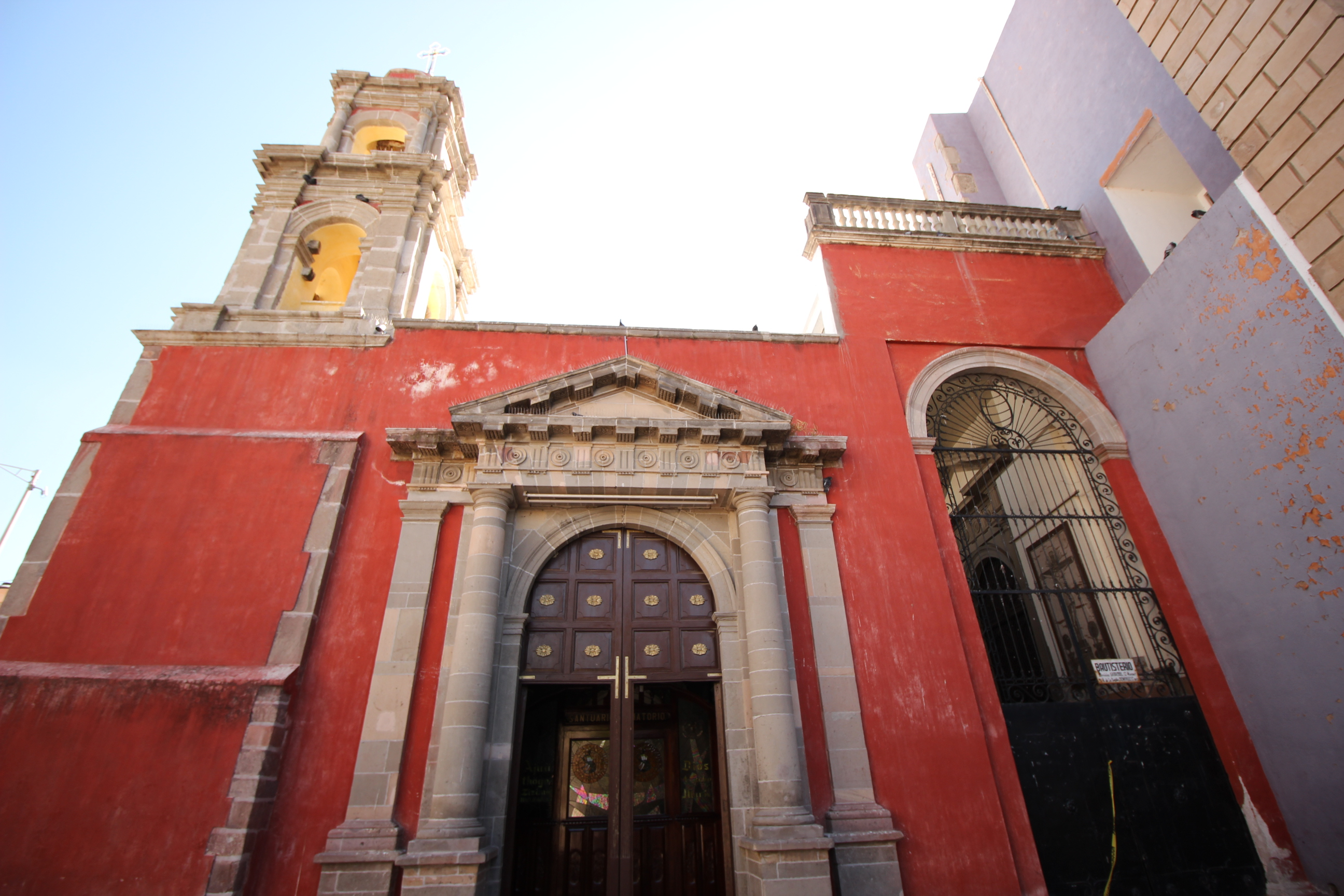
Exterior del Templo de la Asunción.
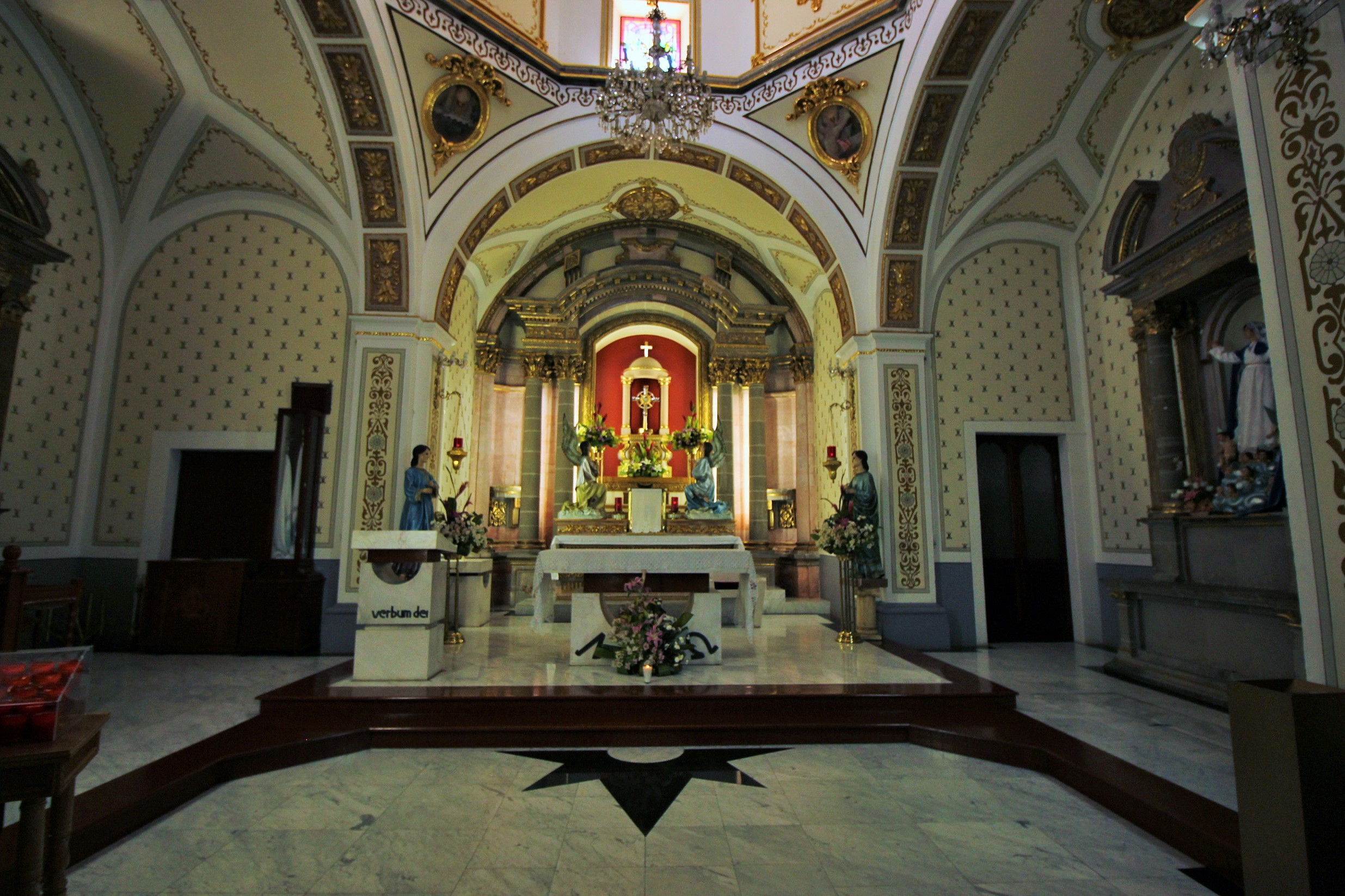
Interior del Templo de la Asunción.